# پویاته
پویاته (به صربی: Pojate) یک منطقهٔ مسکونی در صربستان است که در چیچواتس واقع شده‌است. پویاته ۱۰٫۰۴ کیلومتر مربع مساحت و ۸۴۶ نفر جمعیت دارد و ۲۲۰ متر بالاتر از سطح دریا واقع شده‌است.